# Philodendron deflexum
Philodendron deflexum är en kallaväxtart som beskrevs av Eduard Friedrich Poeppig och Heinrich Wilhelm Schott. Philodendron deflexum ingår i släktet Philodendron och familjen kallaväxter.
Artens utbredningsområde är Peru. Inga underarter finns listade.